# Кубок Мальти з футболу 2008—2009
Кубок Мальти з футболу 2008–2009 — 71-й розіграш кубкового футбольного турніру на Мальті. Титул здобула Сліма Вондерерс.

## Календар
| Раунд        | Дата                         | Матчі | Клуби   |
| ------------ | ---------------------------- | ----- | ------- |
| Перший раунд | 25 жовтня - 2 листопада 2008 | 8     | 20 → 12 |
| Другий раунд | 8-9 листопада 2008           | 4     | 12 → 8  |
| 1/4 фіналу   | 7 лютого 2009                | 4     | 8 → 4   |
| 1/2 фіналу   | 7-8 березня 2009             | 2     | 4 → 2   |
| Фінал        | 29 травня 2009               | 1     | 2 → 1   |

## Перший раунд
| Команда 1           | Рахунок | Команда 2            |
| ------------------- | ------- | -------------------- |
| 25 жовтня 2008      |         |                      |
| Моста (2)           | 0:2     | Вітторіоса Старс (2) |
| Сент-Патрік (2)     | 3:2     | Сенглі Атлетік (2)   |
| 26 жовтня 2008      |         |                      |
| Таршіен Райнбоус    | 4:2     | Мкабба (2)           |
| Дінглі Свалловс (2) | 0:3     | Флоріана             |
| 1 листопада 2008    |         |                      |
| Гіберніанс          | 3:0     | Сент-Георгес (2)     |
| Рабат Аякс (2)      | 1:3     | Хамрун Спартанс      |
| 2 листопада 2008    |         |                      |
| Мсіда Сент-Джозеф   | 3:0     | Сан-Джуанн (2)       |
| П'єта Готспурс (2)  | 1:3     | Кормі                |

## Другий раунд
| Команда 1        | Рахунок | Команда 2            |
| ---------------- | ------- | -------------------- |
| 8 листопада 2008 |         |                      |
| Таршіен Райнбоус | 4:2 дч  | Мсіда Сент-Джозеф    |
| Гіберніанс       | 3:0     | Вітторіоса Старс (2) |
| 9 листопада 2008 |         |                      |
| Сент-Патрік (2)  | 0:1     | Флоріана             |
| Кормі            | 1:2     | Хамрун Спартанс      |

## 1/4 фіналу
| Команда 1        | Рахунок      | Команда 2  |
| ---------------- | ------------ | ---------- |
| 7 лютого 2009    |              |            |
| Хамрун Спартанс  | 2:3          | Марсашлокк |
| Флоріана         | 2:2 пен. 1:4 | Валетта    |
| Таршіен Райнбоус | 1:2          | Біркіркара |
| Сліма Вондерерс  | 1:0          | Гіберніанс |

## 1/2 фіналу
| Команда 1      | Рахунок      | Команда 2       |
| -------------- | ------------ | --------------- |
| 7 березня 2009 |              |                 |
| Валетта        | 2:0          | Біркіркара      |
| 8 березня 2009 |              |                 |
| Марсашлокк     | 1:1 пен. 3:4 | Сліма Вондерерс |

## Фінал
| 29 травня 2009 |

| Валетта                  | 3:3 пен. 3:4 | Сліма Вондерерс |
| ------------------------ | ------------ | --------------- |
| Прісо Аджіус Монестероло |              | Мускат Вудс     |

| Національний стадіон, Та-Калі |